# Beveren
Beveren este o comună neerlandofonă situată în provincia Flandra de Est, regiunea Flandra din Belgia. La 1 ianuarie 2008 avea o populație totală de 45.887 locuitori. 

## Geografie
Comuna actuală Beveren a fost formată în urma unei reorganizări teritoriale în anul 1977, prin înglobarea într-o singură entitate a 8 comune învecinate. Suprafața totală a comunei este de 150,18 km². Comuna este subdivizată în secțiuni, ce corespund aproximativ cu fostele comune de dinainte de 1977. Acestea sunt:
| - I. Beveren - II. Melsele - III. Haasdonk - IV. Vrasene - V. Verrebroek - VI. Kallo - VII. Kieldrecht - VIII. Doel |

Localitățile limitrofe sunt:
| În Belgia: | În Olanda:                       |
| - Comuna Anvers: - a. Berendrecht-Zandvliet-Lillo - b. Anvers - Comuna Zwijndrecht: - c. Zwijndrecht - d. Burcht - Comuna Kruibeke: - e. Kruibeke - f. Bazel - Comuna Temse: - g. Temse - Comuna Sint-Niklaas: - h. Sint-Niklaas - i. Nieuwkerken-Waas - Comuna Sint-Gillis-Waas: - j. Sint-Gillis-Waas - k. Meerdonk | - Comuna Hulst: - l. Nieuw-Namen |

## Personalități născute aici
- Danzel (n. 1976), muzician.